# Edgardo González
Edgardo Nilson González (30 września 1936 w Colonia del Sacramento, zm. 26 października 2007) – piłkarz urugwajski, pomocnik.
Jako gracz klubu Liverpool Montevideo wraz z reprezentacją Urugwaju wziął udział w turnieju Copa América 1957, w którym Urugwaj był czwarty (za Argentyną, Brazylią i Peru). Zagrał we wszystkich sześciu meczach - z Ekwadorem, Kolumbią, Argentyną, Peru, Brazylią i Chile.
Będąc piłkarzem klubu CA Peñarol był w kadrze reprezentacji Urugwaju podczas finałów mistrzostw świata w 1962 roku. Urugwaj odpadł już w fazie grupowej, a Edgardo González nie wystąpił w żadnym meczu.
Grając w Peñarolu dwa razy z rzędu dotarł do finału Pucharu Wyzwolicieli. Zwyciężył w Copa Libertadores 1961, a w Copa Libertadores 1962 przegrał finał z Santosem FC, w którym grał słynny Pelé.